# 樂高認真玩

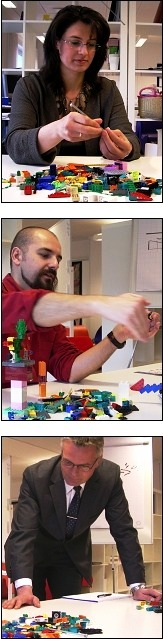
參與者正在體驗樂高認真玩的過程

樂高認真玩 （英語：LEGO® SERIOUS PLAY®，簡稱 LSP）是一種強調「動手思考」的創意啟發方法工具。目標是在使用樂高積木組合過程，來啟發和培養創造力，參與者往往是團隊合作的，同時利用積木建設立體場景，角色等大量的視覺隱喻，互相溝通願景和挑戰，故名為「樂高認真玩」。
從方法學來說，樂高認真玩往往被視為偏向熱情和實踐性的方法，能協助人們建立信心、決心與洞察力。從科學研究來說，樂高認真玩強調的「動手思考」（Hands-on, Minds-on），有許多臨床研究證明，比起一般單純的「思考」，能協助人們，更為深入的想像和溝通。從商務溝通來說，樂高認真玩，能協助團隊增進對任務的覺察力，並更有決心的達成目標。建立團隊精神。。
多數的樂高認真玩會由經認證的引導師在會議中協助使用。

## 起源
樂高認真玩的概念與流程是1990年代中期，約翰·魯斯（Johan Roos）博士和巴特·維克多（Bart Victor）博士提出的。
魯斯博士目前是瑞典詠學平商學院（Jönköping International Business School）院長。維克多博士則是范德比爾特大學（Vanderbilt University）的教授。不過，當1990年代他們開發樂高認真玩引導方法時，他們都是瑞士洛桑國際管理學院的教授，開發此方法的用意是，希望經理人能學會更好加強描述、創造與挑戰業務的方式。
樂高認真玩的基礎綜合了底下幾個學派的觀點，首先是讓·皮亞傑于1951提出的建構主義的原始理念，混合了其後版本的架構（Harel與Papert，1991），並採納了複雜適應系統理論以及自創企業知識論（Autopoietic corporate epistemology, von Krogh and Roos 1994; 1995）在組織和管理的內容。
「認真玩」最早的經驗基礎，是魯斯與維克多替海德魯鋁業（Norsk Hydro）、伦敦交通局和利樂公司領導團隊所進行的諮詢服務。當時洛桑管理學院也輔導丹麥樂高公司的300位經理人進行管理諮詢。因此魯斯與維克多綜合了上列的經驗後，1998年發表了「尋找策略根源：何不認真玩？」一文，並接著在1999年發表了《認真玩出策略模型》一文。 2004年長遠規劃雜誌的文章《認真玩與策略》也可略窺樂高認真玩的概念和作法基礎。

## 從試驗到產品
當時樂高公司總裁凯尔·基克·克里斯蒂安森先生對於「樂高認真玩」商品化的想法有些猶豫。但透過魯斯與維克多的早期實驗和結果，他相信「認真玩」是有價值的。因此他決定鼓勵和資助認真玩商品化，方便下一階段商業應用的展開。凱克指派了英國樂高公司的設計師保羅·霍爾（Paul H. Howells）進行協助，同時在樂高集團裡，成立了一個名為「發現領袖」（Executive Discovery）的子公司來營運樂高認真玩的產品和諮詢服務。
樂高認真玩發展初期，都是由維克多教授透過發現領袖樂高分公司來帶領著整個引導方法的。他同時也邀請了樂高公司的羅伯特·拉斯穆森（Robert Rasmussen）與范德比爾特大學戴夫·歐文斯（Dave Owens）教授一起，將樂高認真玩成為在市場上可見的產品。第一套樂高認真玩的應用標榜著即時策略引導為主要訴求。同時也在1999年魯斯教授與麥可·利薩（Michael Lissac）的書籍《下一個常識》（The Next Common Sense）中出現。
接下來的幾年，隨著採納公司漸多，樂高認真玩逐漸衍生出多種不同應用，例如克萊斯勒集团，羅氏製藥，南非米勒公司，特百惠，諾基亞和法國電信公司等都有客製的樂高認真玩應用模組。同時，非贏利/非政府組織團體，如SOS兒童村等，政府機關，如丹麥專利和商標局與丹麥財政部也都採納了樂高認真玩的引導方式。
最近，樂高公司決定要將樂高認真玩的引導方式成為開放資源的一部分。在創作共用許可下，將樂高認真玩從原先封閉式的夥伴社群，變成公開的引導方法。目前有兩大開放社群專注在樂高認真玩的開發與討論，分別是「專家認真玩」（Serious Play Pro）與「玩策略」（Strategic Play Room）。

## 研究工作
2000年，對組織變革相當有興趣的魯斯教授，決定將樂高認真玩進行更多的開發，在樂高公司捐贈和總裁的支持下，魯斯教授從洛桑管理學院辭職，創辦了非營利的研究公司想像實驗室基金會，獨立進行相關的研究與開發。
世界知名品牌公司，如樂高公司，微軟，EMC，芬美意，諾基亞和法國電信公司向想像實驗室基金會捐贈的研究基金超過一千三百萬瑞士法郎。同時在2000年，將樂高認真玩的應用，加入了不少哲學、人類學、社會學、心理學、音樂和管理學相關理論與臨床研究。共計有超過1500位經理人和魯斯教授一起針對樂高認真玩進行各式各樣的試驗。 想像實驗室基金會也同時出版包括Working Paper在內的研究刊物。2006年，魯斯教授也與歐洲管理科學院共同創立了想像實驗室基金會獎學金。
2006年，魯斯教授和帕爾格雷夫·麥克米蘭（Palgrave Macmillan）出版社出版了《內化思考》（Thinking from Within）一書，書中介紹了這20年來與認真玩相關的流程，概念和應用。同時也介紹了樂高積木的公用。書中揭露魯斯教授對引用參與式學習、社會劇和集體智慧等精華的想法，同時也將認真玩的原始初衷又更超越到不同的層次。
2009年，此引導方法也導入了學校的教育系統。小學教師受訓之後，可利用樂高認真玩，加強反思與建設性對話，同時也能引導學童開展創意思維和團隊合作精神。高中教師也採納了樂高認真玩做課堂上的教學、研究和點子激發工具。
2011年，英國研究員帕特里齊·亞貝爾蒂尼（Patrizia Bertini）更開發出一對一使用樂高認真玩的訪談方法。同年，瑞士盧加諾大學網路工作實驗室也開發了許多進階的應用方式，稱為〈用戶需求與樂高〉（URL: User Requirements with Lego）。2013年倫敦漸進雜誌（London Progressive Journal）發表了多篇訪談文章，描述樂高認真玩在歷史演變中產生的效益，且拓展到許多國家與應用環境，例如巴勒斯坦，以色列，例如佔領倫敦，與電影製片人，藝術家，活動家等。

## 理論基礎
樂高認真玩的理論基礎，建立在這三大層面。

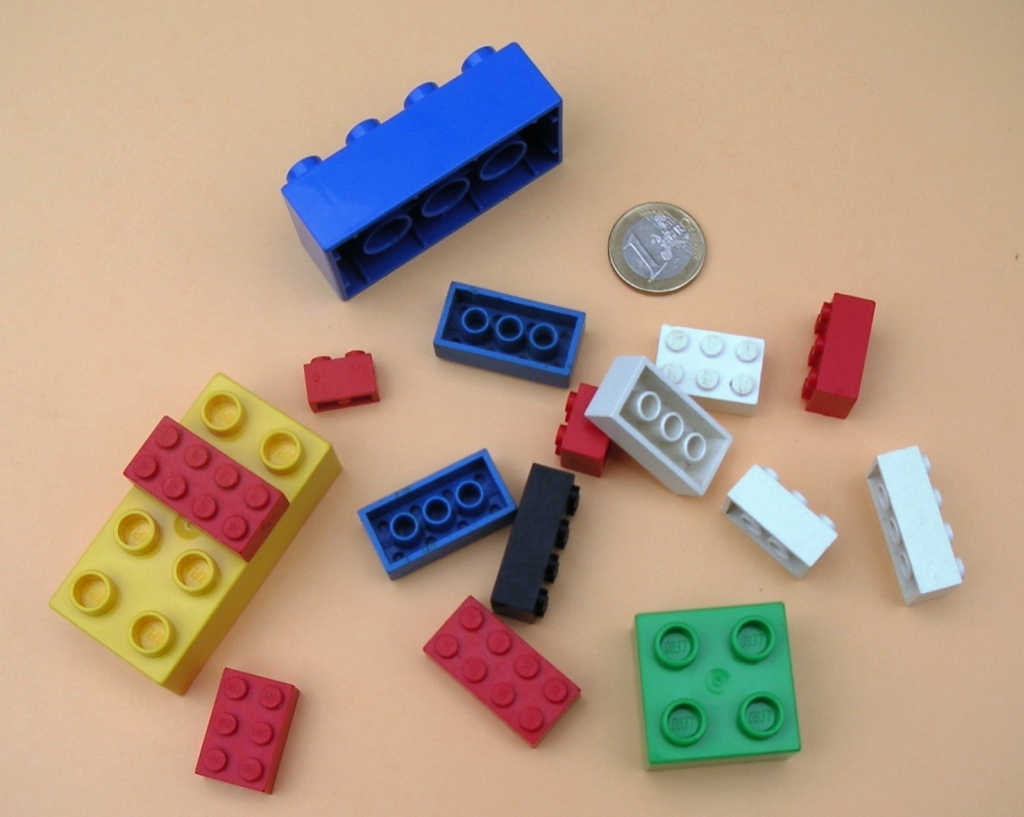
不同大小的乐高積木

- 玩 - 被定義為有限制的，結構化的和自發活動式的想像。往往有這些特點
  - 有限的時間與空間
  - 有一定的玩家規則，公約或協定
  - 不受權威脅迫或強迫結構
  - 保持幻想和創造性。
- 建構主義：這是基於西摩·帕爾特（Seymour Papert）的原始想法，接著由帕爾特同事皮亞傑發揚光大的一種建構式學習理論。帕爾特認為，只要人們開始建造身外物，例如沙堡、機器、電腦程式或一本書，學習的品質與成效都會大幅提高。
- 想像 - 縱觀歷史，「想像」一詞被賦予了很多不同的文化和語言內涵。但基本思路是一致的，人類的想像至少要「形成圖像」或「想」某事某物。「想像」至少有三個含意：形容的東西，創造東西，去挑戰一些東西。從樂高認真玩的觀點，這三種含意互相組合，也就成了公司最重要的策略根源。

## 學術刊物
- Harn, P. L., Hsiao, C.C. （2018）. A Preliminary Study on LEGO®-Based Workplace Stress Reduction with Six Bricks and LEGO® SERIOUS PLAY® in Taiwan. World Journal of Research and Review, 6（1）,64-67.
- Harn, P. L.( 2017). A Preliminary Study of the Empowerment Effects of Strength-Based LEGO® SERIOUS PLAY® on Two Taiwanese Adult Survivors by Earlier Domestic Violence. Psychological Studies, 62(2):142–151.

- Cantoni L., Marchiori E., Faré M., Botturi L., Bolchini D. (2009). 'A systematic methodology to use Lego bricks in web communication design.' In Proceedings of the 27th ACM international Conference on Design of Communication (Bloomington, Indiana, USA, October 5–07, 2009). SIGDOC ‘09. ACM, New York, NY: 187-192.
- Cantoni L., Botturi L., Faré M., Bolchini D. (2009). 'Playful Holistic Support to HCI Requirements using Lego Bricks'. In M. Kurosu (ed.), Human Centered Design, HCII 2009, LNCS 5619, Springer-Verlag, Berlin Heidelberg: 844-853.
- Statler, M., Roos, J., and B. Victor, 2009, ‘Ain’t Misbehavin’: Taking Play Seriously in Organizations,’ Journal of Change Management , 9(1): 87-107.
- Statler, J., Jacobs, J. and J. Roos, 2008, ‘Performing Strategy: Analogical Reasoning as Strategic Practice’, Scandinavian Journal of Management, 24: 133–144
- Roos, J., ‘Transformative Management Education,’ 2008, in Teaching and Learning at Business Schools: Transforming the Delivery of Business Education, Bild, M., Mårtensson, P. and K. Nilsson (eds.), Gower: 63-76.
- Oliver, D., and J. Roos, 2007, ‘Constructing Organizational Identity,’ British Journal of Management, 18(4): 342-358.
- Roos, J., 2006, Thinking From Within: A Hands-On Strategy Practice, Palgrave Macmillan, Basingstoke (ISBN 1-4039-8670-3).
- Roos, J., and R. Said, 2005, ‘Generating Managerial Commitment and Responsibility,’ European Management Review, 2: 48 - 58.
- Oliver, D. and J. Roos, 2005, ‘Decision Making in High Velocity Environments: The Importance of Guiding Principles,’ Organization Studies, 26(6): 889-913.
- Bürgi, P., and Jacobs, C., and J. Roos, 2005, ‘From Metaphor to Practice in the Crafting of Strategy,’ Journal of Management Inquiry, 14(1): 78-94.
- Roos, J., 2004, ‘Sparking Strategic Imagination,’ Sloan Management Review, 2004, 46(1): 96.
- Grey. F., and J. Roos, ‘Playing Seriously with Strategy,’ Physics World, 2005, 18(2): 18-19.
- Bürgi, P., and J. Roos, 2003, ‘Images of Strategy,’ European Management Journal, 2003, 21(1): 69-78.
- Oliver, D., and J. Roos, 2000, Striking a Balance: Complexity and Knowledge Landscapes, McGraw-Hill, Maidenhead (ISBN 0 07709 556-1).
- Roos, J., and D. Oliver, 1999, ‘From Fitness Landscapes to Knowledge Landscapes’, Systemic Practice and Action Research, 12(3): 279-293.
- Lissack, M., and J. Roos, 1999, The Next Common Sense: Mastering Corporate Complexity through Coherence, Nicholas Brealey Publishing, London (ISBN 1 85788 240-7). Translated into Japanese (2001) and Estonian (2002).
- von Krogh, G., and J. Roos, 1995, Organizational Epistemology, Macmillan, Oxford (ISBN 0-312-12498-8).
- Holland, J., 1995, Hidden order: How adaptation builds complexity. Reading, MA: Addison-Wesley.
- von Krogh, G., Roos, J., and K. Slocum, 1994, ‘An Essay on Corporate Epistemology’, Strategic Management Journal, Special Issue on ‘Rethinking Strategy - The Search for New Strategy Paradigms’, 15: 53-71.
- Harel, I. and Papert, S. 1991, eds. Constructionism, Ablex Publishing Corporation, Piaget, Norwood, NJ.
- Piaget, J, 1951, The Child’s Conception of the World, Routledge, London.

## 外部連結
- 官方網站
- 將樂高認真玩 遊戲化 平台 （页面存档备份，存于）
- 讓樂高認真玩更多元化及本地化 （页面存档备份，存于）
- 香港樂高認真玩工作坊 （页面存档备份，存于）